# Back to the Farm
Back to the Farm é um curta-metragem mudo norte-americano de 1914, do gênero comédia, dirigido por Joseph Levering e Will Louis — estrelado por Oliver Hardy.

## Elenco
- Herbert Tracey - Bob
- Royal Byron - Sr. Cassett (como Roy Byron)
- Eloise Willard - Auntie
- Mabel Paige - Sra. Cassett
- Oliver Hardy - (como Babe Hardy)